# IPhone 5C
iPhone 5C je smartphone od firmy Apple Inc., který byl představen jako nástupce modelu 5 (v pořadí se již jedná o 7. iPhone, 4. generace iPhonu), společně s iPhonem 5S, 10. září 2013. Do prodeje se iPhone 5C dostal 20. září 2013. Na rozdíl od všech svých předchůdců, je model 5C nabízen v pěti barevných provedeních (ve žlutém, růžovém, zeleném, modrém a bílém).

## Hardware
Vzhledově se model 5C liší od svých předchůdců, zejména tím, že na jeho výrobu byl použit polykarbonát, místo obvyklého hliníku a skla, a byl nabízen v pěti barevných provedeních, na rozdíl od obvyklých dvou barev (černé a bílé).
Hardwarová konfigurace iPhone 5C vychází z výbavy jeho předchůdce, o rok staršího modelu 5. Jako procesor byl použit Apple A6 ARMv7 taktovaný na 1,3 GHz (ARM Cortex-A15 Dual Core – 2 jádra, grafický koprocesor PowerVR SGX543MP4, technologie 32nm), RAM byla (stejně jako v případě modelů 5 a 5S) 1 GB. Uživatelská paměť byla pevná (bez slotu pro paměťové karty), k dispozici byly velikosti 8, 16 a 32 GB.

## Software
iPhone 5C byl dodáván s předinstalovaným operačním systémem iOS 7.0 a poslední podporovaná verze je iOS 10.3.4.